# Вальтер Герман Нернст
Вальтер Герман Нернст (нім. Walther Hermann Nernst; нар. 25 червня 1864, Брізе —  пом.18 листопада 1941, Обер-Цібелле) — німецький хімік, лауреат Нобелівської премії з хімії у 1920 році.

## Біографія
Вальтер Герман Нернст народився в Брізені, містечку Східної Пруссії (тепер Вомбжезьно, Польща). Нернст був третьою дитиною в сім'ї прусського судді в цивільних справах Густава Нернста й Оттіліі (Нергер) Нернст. У гімназії у Грауденце він вивчав природничі науки, літературу та класичні мови й у 1883 році закінчив її першим учнем у класі.
З 1883 по 1887 роки Нернст вивчав фізику в Цюрихському (у Генріха Вебера), Берлінському (у Германа Гельмгольца), Грацькому (у Людвіга Больцмана) та Вюрцбурзькому (у Фрідріха Кольрауша) університетах. Больцман, який надавав великого значення тлумаченню природних явищ, виходячи з теорії атомної будови речовини, спонукав Нернста зайнятися вивченням змішаного впливу магнетизму і теплоти на електричний струм. Робота, проведена під керівництвом Кольрауша, привела до відкриття: металевий провідник, нагрітий з одного кінця і розташований перпендикулярно до електричного поля, генерує електричний струм. За проведене дослідження Нернст у 1887 році здобув докторський ступінь.
Приблизно в цей же час Нернст познайомився з хіміками Сванте Арреніусом, Вільгельмом Оствальдом і Якобом Вант-Гоффом. Оствальд і Вант-Гофф тоді тільки що почали випускати «Журнал фізичної хімії», в якому вони повідомляли про зростаюче використання фізичних методів для розв'язання хімічних проблем. У 1887 р. Нернст став асистентом Оствальда в Лейпцизькому університеті, і незабаром його почали вважати одним із засновників нової дисципліни — фізичної хімії, попри те, що він був значно молодший Оствальда, Вант-Гоффа й Арреніуса.
У 1891 році Нернста було призначено ад'юнкт-професором фізики в Геттінгенському університеті. У 1894 році Нернст став професором фізичної хімії в Геттінгенському університеті й створив Інститут фізичної хімії та електрохімії Кайзера Вільгельма. Разом з групою вчених з різних країн, які приєдналися до інституту він займався там вивченням таких проблем, як поляризація, діелектричні константи і хімічна рівновага. У 1905 році Нернст покинув Геттінген, щоб стати професором хімії в Берлінському університеті. У тому ж році формулює Третій закон термодинаміки — відомий також як Теорема Нернста, та офіційно представляє його на доповіді 23 грудня 1905 року на засіданні Королівської Академії наук.
З 1922 по 1924 рр. Нернст був президентом Імперського інституту прикладної фізики в Єні, проте, коли повоєнна інфляція позбавила його можливості здійснити в інституті ті зміни, які йому хотілося провести, він повернувся в Берлінський університет як професор фізики. У 1934 році Нернст вийшов у відставку й оселився у своєму будинку в Лузатіі, де у 1941 році раптово помер від серцевого нападу.

## Нагороди
У 1921 році ученому була вручена Нобелівська премія з хімії, присуджена в 1920 році «в визнання його робіт з термодинаміки». У своїй Нобелівській лекції Нернст повідомив, що «понад 100 проведених ним експериментальних досліджень дозволили зібрати цілком достатньо даних, що підтверджували нову теорему з тією безпомилковістю, яку допускає точність часом дуже складних експериментів». Нернст був членом Берлінської академії наук, Геттінгенської академії наук та Лондонського королівського товариства.

## Родина
У 1892 році Нернст одружився з Еммою Лохмейер, дочкою відомого в Геттінгені хірурга. У них було двоє синів (обидва загинули під час першої світової війни) та донька.

## Праці
- Теоретична хімія з позицій правил Авогадро та термодинаміки (нім. Theoretische Chemie vom Standpunkte der Avogadroschen Regel und der Thermodynamik). Штутгарт, 1893 рік.
- З Артуром Шьонфлісом: Введення в математичний опис природничих наук (нім. Einführung in die mathematische Behandlung der Naturwissenschaften). Мюнхен, 1895 рік.
- Теоретичні та експериментальні основи нових законів термодинаміки нім. Die theoretischen und experimentellen Grundlagen des neuen Wärmesatzes. Галле, 1918 рік.

## Вшанування пам'яті
На честь вченого його іменем названо астероїд 24748 Нернст головного поясу, відкритий 26 вересня 1992 року і кратер Нернст на зворотному боці Місяця.